# 邱鐵生 (1897年)
邱鐵生（1897年—1939年2月），字丙寅。陝西耀州孫原鄉孝義坊北堡人，國民革命軍新編九十六軍一一七師四十七獨立旅副旅長。為中條山會戰中陣亡的士官。

## 生平
早年入陝西省立第一師範學校，1922年畢業後到楊虎城部任參謀。1936年參與西安事變綁架蔣中正，抗戰初任國民革命軍新編九十六軍一一七師四十七獨立旅副旅長。1939年2月在與日軍作戰時邱鐵生、謝濟民營長、李家驥團長等人殉國，但也擊斃了日軍聯隊長高橋，迫使日軍退出中條山，收復了茅津渡、平陸、芮城等地。2015年08月24日被列入民政部公布第二批600名著名抗日英烈和英雄群體名錄。